# Dominik Meffert
Dominik Meffert (Mayen, 9 de Abril de 1981) é um tenista profissional alemão, seu melhor ranking de N. 162, em simple. 

## Simples (2)
| Legenda (Simples)               |
| Grand Slam (0)                  |
| ATP World Tour Masters 1000 (0) |
| ATP World Tour 500 (0)          |
| ATP World Tour 250 (0)          |
| ATP Challenger Tour (1)         |
| ITF Futures (1)                 |

| N. | Data            | Torneio             | Piso   | Oponente na final | Placar           |
| 1. | 5 Setembro 2005 | Bagneres-De-Bigorre | Duro   | Philipp Hammer    | 7–66, 7–5        |
| 2. | 17 Agosto 2009  | Geneva              | Saibro | Benjamin Balleret | 6–3, 6–1         |
| 3. | 25 Abril 2010   | Curitiba            | Saibro | Ricardo Mello     | 6–4, 6–7(3), 6–2 |